# Isòtops del bor
La massa atòmica estàndard del bor és: 10.811(7) u

## Taula
| símbol del núclid | Z(p)                | N(n)                | massa isotòpica (u) | període de semidesintegració  | Espín nuclear | composició isotòpica representativa (fracció molar) | rang de variació natural (fracció molar) |
| símbol del núclid | energia d'excitació | energia d'excitació | energia d'excitació |                               |               |                                                     |                                          |
| ----------------- | ------------------- | ------------------- | ------------------- | ----------------------------- | ------------- | --------------------------------------------------- | ---------------------------------------- |
| ⁶B                | 5                   | 1                   | 6.04681(75)#        |                               |               |                                                     |                                          |
| 7B                | 5                   | 2                   | 7.02992(8)          | 350(50)E-24 s [1.4(2) MeV]    | (3/2-)        |                                                     |                                          |
| 8B                | 5                   | 3                   | 8.0246072(11)       | 770(3) ms                     | 2+            |                                                     |                                          |
| ⁹B                | 5                   | 4                   | 9.0133288(11)       | 800(300)E-21 s [0.54(21) keV] | 3/2-          |                                                     |                                          |
| ¹⁰B               | 5                   | 5                   | 10.0129370(4)       | ESTABLE                       | 3+            | 0.199(7)                                            | 0.18929-0.20386                          |
| 11B               | 5                   | 6                   | 11.0093054(4)       | ESTABLE                       | 3/2-          | 0.801(7)                                            | 0.79614-0.81071                          |
| 12B               | 5                   | 7                   | 12.0143521(15)      | 20.20(2) ms                   | 1+            |                                                     |                                          |
| 13B               | 5                   | 8                   | 13.0177802(12)      | 17.33(17) ms                  | 3/2-          |                                                     |                                          |
| ¹⁴B               | 5                   | 9                   | 14.025404(23)       | 12.5(5) ms                    | 2-            |                                                     |                                          |
| 15B               | 5                   | 10                  | 15.031103(24)       | 9.87(7) ms                    | 3/2-          |                                                     |                                          |
| ¹⁶B               | 5                   | 11                  | 16.03981(6)         | <190E-12 s [<0.1 MeV]         | 0-            |                                                     |                                          |
| 17B               | 5                   | 12                  | 17.04699(18)        | 5.08(5) ms                    | (3/2-)        |                                                     |                                          |
| 18B               | 5                   | 13                  | 18.05617(86)#       | <26 ns                        | (4-)#         |                                                     |                                          |
| 19B               | 5                   | 14                  | 19.06373(43)#       | 2.92(13) ms                   | (3/2-)#       |                                                     |                                          |